# Gatterberge
Koordinaten: 51° 21′ 21″ N, 10° 57′ 50″ O
Das Naturschutzgebiet Gatterberge liegt im Kyffhäuserkreis in Thüringen. Das Gebiet erstreckt sich nördlich von Hachelbich, einem Ortsteil der Gemeinde Kyffhäuserland. Am nordwestlichen Rand und westlich des Gebietes verläuft die Landesstraße L 1034 und südlich und südwestlich die L 2290. Die Wipper fließt südlich, südwestlich erstreckt sich das 93,4 ha große Naturschutzgebiet Filsberg - Großes Loh.

## Bedeutung
Das	44,4 ha große Gebiet mit der Kennung 317 wurde im Jahr 1999 unter Naturschutz gestellt. 